# Callider
Callider ist ein 2020 in Nürnberg gegründetes Melodic-Death-Metal-Projekt. 2023 erschien via Motor Music das Debütalbum Southern Stars.

## Projekt
Das Studioprojekt Callider wurde 2020 in Nürnberg von Musiker Stefan Lange gegründet. Der gebürtige Bayer spielte zuvor in der Band Gatecrusher Gitarre.
Der Name Callider setzt sich aus den englischen Begriffen „(to) call“ und „(to) collide“ zusammen. Laut Lange sollen verschiedene musikalische Stile und Melodic Death Metal hierbei wie bei einer Kollision aufeinandertreffen und wie ein lauter Ruf nachhallen.

## AlbumSouthern Stars
Am 17. November 2023 veröffentlichte Callider sein Debütalbum Southern Stars mit den sechs Stücken Built to Fall, Short Steps, Babylons Child, This Road, Cadettes and Navigators und Broken Be the Love I Bear. Als Inspiration dienten Science-Fiction-Werke wie die von George Lucas (u. a. Star Wars), Aldous Huxley (u. a. Schöne neue Welt) und Isaac Asimov. Außerdem bediente sich Lange Motiven aus der polynesischen Seefahrt. 
Bei den Aufnahmen im Metal House Studio in Turin sowie im Roony Road Studio in Nürnberg wirkten verschiedene Musiker unterschiedlicher Musikrichtungen sowie die Gastsänger Marc Zeberer und Florian Stierstorfer mit. Für die Produktion verantwortlich waren Ettore Rigotti (Disarmonia Mundi) sowie Dominik Back (Hannes Stegmeier Trio). Das Albumcover stammt von Grafikdesigner Dominique van Velsen.

## Musikvideos
Zu Short Steps vom Album Southern Stars veröffentlichte Callider ein Musikvideo. Regie führte der philippinische Filmemacher Khavn de la Cruz. Die Straßengang, die dessen Experimentalfilm Mondomanila aus dem Jahr 2012 begleitet, spielte im Video zu Short Steps neben Lange die Callider-Instrumente.
Auch zum Stück This Road entstand ein Musikvideo. Gedreht wurde es in Athen mit dem Regisseur Giorgos Efthimiou.

## Rezeption
Das Metal-Magazin Power Metal vergab für Southern Stars 7 von 10 Sternen, die man dort mit den weichen Verläufen zu Genre-Nachbarn wie Metalcore oder Modern Metal sowie der „Ohrwurmtauglichkeit“ der Stücke begründete.  Auch Rock Hard besprach die Veröffentlichung. Das Portal Metal.de zog Vergleiche zu neuerem Material der Band In Flames.  Parallelen zu den Schweden nannte auch das Magazin Metalglory, führte im Vergleich aber zusätzlich Formationen wie Three Days Grace und Breaking Benjamin an. Southern Stars lief hier unter den „Tipps der Redaktion“ und wurde als gelungener Genre-Mix und „großes Können“ bezeichnet.